# ISO 7001
ISO 7001 ist eine internationale Norm für allgemein verständliche und kulturübergreifende Symbole zur Verwendung im öffentlichen Raum und insbesondere zur Wegweisung. Die aktuelle Fassung wurde im Februar 2023 veröffentlicht.

## Inhalt
Die Norm legt 177 Symbole fest, welche auf ihre Verständlichkeit nach ISO 9186 geprüft wurden. Die Verwendung der Symbole wird von der europäischen Norm EN 17210 empfohlen, wobei vorgeschrieben wird, dass die Symbole einen hohen visuellen Kontrast zu ihrem Hintergrund aufweisen müssen. Auch das Merkblatt zur wegweisenden Beschilderung für den Fußgängerverkehr der FGSV empfiehlt die Symbole.

## Liste der Symbole

### Öffentliche Einrichtungen

PF 001: Information; Auskunft
PF 002: Krankenhaus
PF 003: Toiletten - Geschlechtsneutral
PF 004: Toiletten - Herren
PF 005: Toiletten - Damen
PF 006: Barrierefreie Toiletten; barrierefreie Einrichtung
PF 007: Trinkwasser
PF 008: Check-in; Rezeption
PF 009: Fundbüro
PF 010: Verkauf von Tickets
PF 011: Ticketentwertung
PF 012: Gepäcklager
PF 013: Gepäckschließfächer
PF 014: Wartebereich; Lounge
PF 015: Raucherbereich
PF 016: Postamt; Briefkasten
PF 017: Telefon
PF 018: Gepäckwagen
PF 019: Fahrstuhl
PF 020: Rolltreppe
PF 021: Treppe
PF 022: Rampe
PF 023: Wickelraum
PF 024: Umkleide
PF 025: Dusche
PF 026: Bad
PF 027: Abfalleimer
PF 028: Eingang
PF 029: Ausgang
PF 030: Pfeil zur Wegweisung
PF 031: Barrierefreier Fahrstuhl
PF 032: Fahrsteig
PF 033: Rolltreppe nach unten
PF 034: Rolltreppe nach oben
PF 036: Medizinische Einrichtung für Kinder
PF 037: Bibliothek
PF 043: Zahnarzt
PF 044: Arzt; Krankenstation
PF 045: Barrierefreiheit ― eingeschränktes Laufvermögen; Gehbehinderung
PF 046: Barrierefreiheit ― Assistenzhund
PF 047: Barrierefreiheit ― Assistent zur Unterstützung verfügbar
PF 048: Barrierefreiheit ― eingeschränktes Hörvermögen
PF 049: Barrierefreiheit ― eingeschränktes Sehvermögen
PF 050: Vegetarisches Essen
PF 051: Barrierefreiheit ― Blindheit; geringes Sehvermögen
PF 054: Museum
PF 055: Bevorzugte Behandlung ― ältere Personen
PF 056: Bevorzugte Behandlung ― verletzte Personen
PF 057: Bevorzugte Behandlung ― Personen mit schlechter gesundheitlicher Verfassung
PF 058: Bevorzugte Behandlung ― Personen mit Kleinkindern
PF 059: Bevorzugte Behandlung ― schwangere Frauen
PF 062: Kommunikation in angegebener Sprache möglich
PF 063: Recycling – Dosen
PF 064: Recycling – magnetische Metalle
PF 065: Recycling – Glas
PF 066: Recycling, allgemein
PF 067: Fußgängerunterführung
PF 068: Gepäckservice ― Lieferung des Gepäcks
PF 069: Gepäckservice ― Assistent
PF 070: Botschaft; Konsulat
PF 072: Hörunterstützungsanlage
PF 073: Bevorzugte Behandlung ― übergewichtige Personen
PF 074: Automatischer Sensor; Hand vor den Sensor halten
PF 075: Handtrockner
PF 076: Toilettenpapier
PF 077: Trinkbrunnen
PF 078: Lastenaufzug
PF 079: Umkleidekabine ― Herren
PF 080: Fußgängerüberführung oder -brücke
PF 081: Umkleidekabine ― Damen
PF 082: Recycling ― Kunststoff

### Verkehrsmittel

TF 001: Flughafen; Flugzeug
TF 002: Bahnhof; Zug; Schienenfahrzeug
TF 003: U-Bahn; U-Bahn-Station
TF 004: Hafen; Schiff
TF 005: Hubschrauberlandeplatz; Helikopter
TF 006: Bushaltestelle; Bus
TF 007: Straßenbahn; Straßenbahn-Haltestelle
TF 008: Taxistand; Taxi
TF 009: Autovermietung
TF 010: Fahrrad
TF 011: Seilbahn
TF 012: Standseilbahn
TF 013: Sessellift
TF 014: Parkplatz
TF 015: Abflugsort
TF 016: Flugankunftsort
TF 017: Verbindung zwischen zwei Flügen
TF 018: Zoll; Gepäckkontrolle
TF 019: Passkontrolle
TF 020: Gepäckausgabe
TF 021: Parkplatz für Fahrräder; Fahrradständer
TF 022: Sitzplatz mit Priorität für ältere Personen
TF 023: Sitzplatz mit Priorität für verletzte Personen
TF 024: Sitzplatz mit Priorität für Personen mit schlechter gesundheitlicher Verfassung
TF 025: Sitzplatz mit Priorität für Personen mit Kleinkindern
TF 026: Sitzplatz mit Priorität für schwangere Frauen
TF 027: Flughafentransit
TF 028: Verkehrszentrum
TF 029: Fahrradvermietung
TF 030: Gepäckwaage
TF 031: Quarantäne, allgemein
TF 032: Quarantäne, Tiere
TF 033: Quarantäne, Personen
TF 034: Quarantäne, Pflanzen
TF 035: Wassertaxi
TF 036: Autarkes Wohnmobil
TF 037: Sicherheitskontrolle
TF 038: Tiertransport
TF 039: Bus, Abfahrt
TF 040: Bus, Ankunft
TF 041: Sitzplatz mit Priorität für übergewichtige Personen
TF 042: Treffpunkt
TF 043: Treffpunkt für Tour
TF 044: Ladesäule oder Steckdose für Elektrofahrzeuge

### Verhaltensanweisungen

BP 001: Ruhe bitte
BP 002: Links (oder rechts) einordnen
BP 003: Schlange bilden
BP 004: Zweiergruppen bilden
BP 005: Dreiergruppen bilden
BP 006: Hunde müssen getragen werden
BP 007: Schuhe ausziehen
BP 008: Videoüberwachung
BP 009: Biometrische Gesichtserfassung
BP 010: Auf bestimmten Punkt schauen
BP 011: Passkontrolle, manuell
BP 012: Haare aus dem Gesicht nehmen
BP 013: Pass auf Scanner platzieren
BP 014: Nicht lächeln
BP 015: Keine Kopfbedeckungen
BP 016: Warten
BP 018: Keine Sonnenbrillen
BP 019: Nur eine Person auf einmal
BP 020: Weitergehen

### Einkaufsmöglichkeiten

CF 001: Restaurant
CF 002: Café
CF 003: Hotel
CF 004: Wechselstube
CF 005: Geldautomat
CF 006: Einkaufsmöglichkeiten; Einkaufszentrum
CF 007: Apotheke
CF 008: Bar
CF 009: Tankstelle
CF 010: Konferenzraum
CF 011: Internetcafé
CF 012: Medizinische Fußpflege
CF 014: Kiosk
CF 015: Frisör
CF 016: Kino
CF 017: Autowerkstatt
CF 018: WLAN
CF 019: Schuhreinigung
CF 020: Verkaufsautomat
CF 021: Ballsaal; Tanzschule
CF 022: Wäscherei

### Tourismus, Kultur und Erholung

TC 001: Aussichtspunkt
TC 002: Campingplatz; Zeltplatz
TC 003: Wohnmobilplatz
TC 004: Picknickplatz
TC 005: Spielplatz
TC 006: Park; Gartenanlage
TC 007: Zoo; Tierpark
TC 008: Naturgebiet mit öffentlichem Zugang
TC 009: Wanderpfad
TC 010: Feuerstelle
TC 011: Vogelschutzgebiet
TC 012: Sumpfgebiet
TC 013: Heiße Quellen; Whirlpool
TC 014: Audioführung
TC 015: Indoor-Spielplatz
TC 016: Picknickraum; Pausenraum
TC 017: Strand
TC 018: Planetarium

### Sportliche Aktivitäten

SA 001: Sport, allgemein
SA 002: Stadion
SA 003: Schwimmbad; Hallenbad
SA 004: Sporthalle

## Anwendungsbeispiele

Beispiel für eine Beschilderung mit hohem visuellem Kontrast
Beispiel für ein großes Schild mit mehreren Richtungsangaben.
Layout eines Schildes mit drei Richtungsangaben
Verdeutlichung der Notwendigkeit eines ausreichenden Zeilenabstands: Im oberen Bild berühren sich die Buchstaben
Beispiel eines Stadtplans mit Sinnbildern